# Pachythone coccineata
Pachythone coccineata är en fjärilsart som beskrevs av William James Kaye 1904. Pachythone coccineata ingår i släktet Pachythone och familjen Riodinidae. Inga underarter finns listade i Catalogue of Life.